# 1. nemško-nizozemski korpus
Za druge 1. korpuse glejte 1. korpus.
1. nemško-nizozemski korpus (izvirno angleško 1 (German/Netherlands) Corps; nemško 1. Deutsch-Niederländisches Korps; okrajšano 1 (GE/NL) Corps) je mednarodna vojaška enota, ki deluje v sklopu Nata kot hitroreakcijska sila. Od sredine leta 2002 poveljstvo korpusa opravlja tudi nalogo High Readiness Forces (Land) HQ.
Uradni jezik enote je angleščina.

## Zgodovina
10. februarja 2003 je korpus prevzel vodstvo ISAF 4. Korpusova misija v Afganistanu se je končala 11. avgusta istega leta.
Med januarjem in junijem 2005 je bil korpus na šestmesečni pripravljenosti kot Natove sile za hitro posredovanje (NATO Response Force).

## Organizacija
Vse vojaške enote, ki sodelujejo v korpusu, prispevata Nemčija in Nizozemska. V poveljstvu korpusa pa sodelujejo tudi pripadniki drugih oboroženih sil.

### Nemški kontingent
Primarna enota
- 1. oklepna divizija

Del Command Support Group
- 110. štabni komunikacijski bataljon
- 800. topografska baterija
- 100. geofizikalni vod
- Geofizikalna služba 1. korpusa
- 100. geofizikalna postaja
- 100. poljska komunikacijska četa

Dodeljene v miru
- 7. oklepna divizija
- 1. podčastniška šola kopenske vojske
- 100. glasbeni korpus kopenske vojske
- Infrastrukturni štab Sever

### Nizozemski kontingent
Primarna enota
- 1. divizija »7. december«

Del Command Support Group
- 106. komunikacijski bataljon
- 108. komunikacijski bataljon
- 41. komunikacijski bataljon

Dodeljene v miru
- 11. zračnomobilna brigada
- 11. komunikacijski bataljon
- 41. četa vojaške policije (mobilna)
- Korps Commandotroepen

## Države
Poleg Nizozemske in Nemčije delujejo v poveljstvu še pripadnikih iz naslednjih držav:
- Belgija (1. avgust 2005)
- Danska
- Francija (5. oktober 2005)
- Grčija (21. julij 2004)
- Italija
- Norveška
- Španija
- Turčija
- Združene države Amerike
- Združeno kraljestvo

## Poveljstvo

### Poveljnik
- Generalporočnik Ruurd Reitsma  (30. avgust 1995–27. november 1997)
- Generalporočnik Karsten Oltmanns  (27. november 1997–22. marec 2000)
- Generalporočnik Marcel Urlings  (22. marec 2000–4. julij 2002)
- Generalporočnik Norbert van Heyst  (4. julij 2002–1. julij 2005)
- Generalporočnik Tony van Diepenbrugge  (1. julij 2005–1. julij 2008)
- Generalporočnik Volker Wieker  (1. julij 2008–januar 2010)
- Generalmajor Harm de Jonge  (januar 2010–13. april 2010) (začasno)
- Generalporočnik Ton van Loon  (13. april 2010–september 2013)
- Generalporočnik Volker Halbauer  (september 2013–7. april 2016)
- Generalporočnik Michiel van der Laan  (7. april 2016–10. maj 2019)
- Generalporočnik Alfons Mais  (10. maj 2019–6. februar 2020)
- Generalporočnik Andreas Marlow  (6. februar 2020–17. marec 2022)
- Generalporočnik Nico Tak  (17. marec 2022–danes)

### Namestnik poveljnika
- Generalmajor Andreas Hannemann  (22. april 2022–danes)

### Načelnik štaba
- Brigadni general Stefan Geilen  (1. april 2021–danes)